# Balloniscus brevicornis
Balloniscus brevicornis är en kräftdjursart som först beskrevs av Gustav Budde-Lund 1885.  Balloniscus brevicornis ingår i släktet Balloniscus och familjen Balloniscidae. Inga underarter finns listade i Catalogue of Life.